# Pavel Tregoubov
Pavel Vladimirovitch Tregoubov (en russe : Павел Владимирович Трегубов ; né le 21 décembre 1971) est un joueur d'échecs franco-russe, qui fut notamment Champion d'Europe en 2000.

## Biographie
Il devient MI en 1993, puis GMI en 1994. Il partage la première place à l'Open de Cappelle-la-Grande en 1999.
En 2000, il remporte la première édition du Championnat d'Europe individuel, devançant 119 joueurs (à noter que beaucoup des meilleurs joueurs européens ne participaient pas à cette compétition nouvelle). Ce résultat le qualifie pour le Championnat du monde de la Fédération internationale des échecs 2000 à New Delhi. Il bat au premier tour Aleksandr Roustemov puis perd au deuxième tour face à Rustam Qosimjonov (1,5 à 2,5 après départages). Il participe également à la première coupe du monde d'échecs disputée en septembre 2000 à Shenyang où il est éliminé lors de la face de poule préliminaire.
En 2004, il finit deuxième au départage de l'open international du championnat de Paris, ex æquo avec le vainqueur Jean-Marc Degraeve.
En 2008, il remporte la médaille de bronze au championnat d'Europe individuel. Ce résultat le qualifie pour la Coupe du monde d'échecs 2009 à Khanty-Mansiïsk où il est éliminé au premier tour par Varuzhan Akobian, sur la marque de 7 à 9 après les parties de départage.
Au 1er mars 2010, il a un classement Elo de 2 625.
Il a été sélectionneur et capitaine de l'Équipe de France d'échecs de 2005 à février 2009, puis il accède aux mêmes fonctions pour l'équipe de France féminine.
Il dirige aujourd'hui l'Association of Chess Professionals (ACP), association de défense des intérêts des joueurs professionnels.